# Мустерс, Паулина
Паулина Мустерс (нидерл. Pauline Musters, 26 февраля 1876 — 15 февраля 1895) — гражданка Нидерландов, имевшая рост 23 дюйма (58 сантиметров), признанная Книгой рекордов Гиннесса самой низкорослой женщиной за всю историю человечества, о которой имеются достоверные сведения.

## Биография
Родилась в деревне Оссендрехт, провинция Северный Брабант, Нидерланды, 26 февраля 1876 года. Имела двух братьев и шесть сестёр. При рождении её рост составлял около 12 дюймов (30,5 сантиметра), то есть за последующую жизнь она выросла менее чем вдвое. Масса тела по достижении трёхлетнего возраста не превышала 9 фунтов, то есть 1,36 килограмма.
Она появлялась на публике с очень раннего возраста и в скором времени стала выступать, обучившись танцам и искусству акробатики. В европейском обществе конца XIX века она имела определённую известность под сценическим псевдонимом «Принцесса Полин» и выступала в том числе перед германским кайзером и королевой Нидерландов Эммой. Её описывали как вежливую, спокойную и утончённую женщину.
На протяжении своей карьеры она посетила с гастролями Бельгию, Францию, Германию и Англию, а в 1894 году приехала по приглашению на выступления в Соединённые Штаты. Она дебютировала на новогоднем празднике в том же году в Театре Проктора в Нью-Йорке. Два месяца спустя, 15 февраля 1895 года, она умерла в возрасте 18 лет в результате сочетания пневмонии и менингита. На момент смерти она весила 3,86 килограмма.